# Pythio
Pythio  este un oraș în Grecia în Prefectura Evros.